# Verbascum dervichorum
Verbascum dervichorum är en flenörtsväxtart som beskrevs av Heinrich Carl Haussknecht och Heldr.. Verbascum dervichorum ingår i släktet kungsljus, och familjen flenörtsväxter. Inga underarter finns listade i Catalogue of Life.